# Платинум (Аљаска)
Платинум (енгл. Platinum) град је у америчкој савезној држави Аљаска.

## Демографија
По попису из 2010. године број становника је 61, што је 20 (48,8%) становника више него 2000. године.
| Група             | 2000.    | 2010.    |
| Белци             | 3 (7,3%) | 3 (4,9%) |
| Афроамериканци    | 0 (0,0%) | 0 (0,0%) |
| Азијати           | 0 (0,0%) | 1 (1,6%) |
| Хиспаноамериканци | 0 (0,0%) | 3 (4,9%) |
| Укупно            | 41       | 61       |